# David D'Or

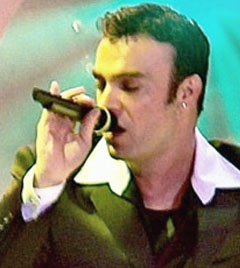
David D'Or

David D'Or, Hebreeuws: דוד ד'אור, geboren als David Nehaisi (Holon, 2 oktober 1966) is een Israëlische zanger van popmuziek en klassieke muziek, liedjesschrijver en componist. 
David D'Or zingt zowel in het Engels als in het Hebreeuws, en zijn stem reikt over 4 octaven. Wellicht trekt zijn contratenorstem de meeste aandacht, omdat die vrij zeldzaam is onder popzangers. D'Or is evenwel klassiek geschoold. Veel liedjes die hij zingt zijn door hem zelf gecomponeerd.

## Levensloop
D'Or volbracht zijn dienstplicht in het Israëlische defensieleger van 1986 tot 1989. Hier kwam hij in contact met vooraanstaande musici van Israël. Als geintje deed hij eens voor zijn vrienden voor hoe hij ook "als een vrouw" kon zingen. Toen hoorde hij voor het eerst dat een zeldzame contratenorstem bezat.
In 1991 werd hij geaccepteerd als student op de Muziekacademie van Jeruzalem.
D'Or benoemd tot Israëlisch 'zanger van het jaar 2001'. Hij verdiende vele malen goud en platina in Israël én over de rest van de wereld. 
In Europa is hij vooral bekend door zijn deelname aan het Eurovisiesongfestival 2004 met het lied Leha'amin (להאמין - geloven), hoewel hij zich daar niet wist te plaatsen voor de eindronde. Eerder speelde hij al in musicals en trad hij op voor de paus. 
Hij maakte een klassiek album met het Sinfonet Ra'anana en een uitvoering van zijn eigen liederen met het Israëlisch Philharmonisch Orkest.
- Gemeinsame Normdatei: 135398126
- International Standard Name Identifier: 0000 0000 5782 2030
- Library of Congress Control Number: no2011113460
- MusicBrainz: d241fe83-6ec3-40bd-9afe-7cac6810b7c8
- Nationale Bibliotheek van Israël: 987007312944605171
- Virtual International Authority File: 80158369
- WorldCat: E39PCjvcQ9Wt36CKb8phxdXq33

1973: Ilanit · 
1974: Poogy · 
1975: Shlomo Artzi · 
1976: Chocolad Menta Mastik · 
1977: Ilanit · 
1978: Izhar Cohen & The Alphabeta · 
1979: Gali Atari & Milk and Honey · 
1981: Hakol Over Habibi · 
1982: Avi Toledano · 
1983: Ofra Haza · 
1985: Izhar Cohen · 
1986: Moti Giladi & Sarai Tzuriel · 
1987: Lazy Bums · 
1988: Yardena Arazi · 
1989: Gili & Galit · 
1990: Rita · 
1991: Duo Datz · 
1992: Dafna Dekel · 
1993: The Shiru Group · 
1995: Liora · 
1998: Dana International · 
1999: Eden · 
2000: Ping Pong · 
2001: Tal Sondak · 
2002: Sarit Hadad · 
2003: Lior Narkis · 
2004: David D'Or · 
2005: Shiri Maimon · 
2006: Eddie Butler · 
2007: Teapacks · 
2008: Bo'az Ma'uda · 
2009: Noa & Mira Awad · 
2010: Harel Skaat · 
2011: Dana International · 
2012: Izabo · 
2013: Moran Mazor · 
2014: Mei Finegold · 
2015: Nadav Guedj · 
2016: Hovi Star · 
2017: Imri Ziv · 
2018: Netta Barzilai · 
2019: Kobi Marimi · 
2021: Eden Alene · 
2022: Michael Ben David · 
2023: Noa Kirel · 
2024: Eden Golan · 
2025: Yuval Raphael